# Leucania albilinea
Leucania albilinea är en fjärilsart som beskrevs av Eugen Wehrli. Leucania albilinea ingår i släktet Leucania och familjen nattflyn. Inga underarter finns listade i Catalogue of Life.